# 董震 (海军)
董震（1963年6月—）山东莱芜人，中国人民解放军海军人物。

## 生平
1980年9月入伍。1985年12月加入中国共产党。中国人民解放军海军潜艇学校战术指挥专业毕业，大学本科学历。后又进入高等学府深造，获研究生学历。2001年3月，已任艇长两年的董震出任海军某型潜艇艇员队队长。该艇员队驾驭的某型潜艇曾被授予“水下先锋艇”称号。董震出任艇员队队长后，与艇员队官兵连续3次完成重大战备巡逻及演习任务；第一次使用实弹攻击实体目标并一举击沉；艇员独立操作合格率达100％，一半艇员达到了两个以上岗位合格；先后填补了该型潜艇十多项战术训练空白。董震还出任第十届全国人大代表。后来，董震升任中国人民解放军海军潜艇第一基地副司令员。2017年出任司令员。截至2013年，董震先后立二等功2次、三等功2次，获中国人民解放军海军北海舰队评为“优秀基层个人标兵”；获中国人民解放军海军评为“人才建设先进个人标兵”、“海军优秀指挥军官”。